# Suzannah Ibsen
Suzannah Ibsen (née Suzannah Daae Thoresen ; 26 juin 1836 - 3 avril 1914) est une féministe norvégienne et l'épouse du dramaturge et poète Henrik Ibsen. Le couple aura un enfant, l'homme politique Sigurd Ibsen.

## Biographie
Suzannah Daae Thoresen naît à Herøy, Møre og Romsdal en Norvège. Ses parents sont Hans Conrad Thoresen (1802–1858) et sa seconde épouse, Sara Margrethe Daae (1806–1841). Après la mort de sa mère en couches, son père épouse la gouvernante d'origine danoise de la famille, Magdalene Kragh (1819–1903), qui devient poète, romancière, nouvelliste et dramaturge. Sa famille déménage ensuite à Bergen où son père est doyen de l'église historique de la Sainte-Croix (Korskirken).
Après le succès de son œuvre Le Festin de Solhaug, Henrik Ibsen est invité au salon littéraire de Magdalene Thoresen. C'est là qu'il est tombe amoureux de Suzannah Thoresen. Ibsen était à cette époque metteur en scène au Théâtre norvégien (Det norske Theater) de Bergen. Les deux sont amis d'enfance et se revoient, par la suite, lors d'un bal où ils ne font rien d'autre que de parler toute la nuit au lieu de danser. Henrik écrit un peu plus tard un poème exprimant son admiration pour Suzannah.
En 1858, Suzannah Ibsen traduit Graf Waldemar (1847) du dramaturge allemand Gustav Freytag en norvégien. La pièce est jouée pour la première fois en septembre 1861.
Suzannah se fiance à Henrik Ibsen en janvier 1856. Le couple se marie par la suite en juin 1858. Leur unique enfant, Sigurd Ibsen, naît en décembre 1859. Sigurd, qui devient également auteur et homme politique, épouse Bergliot Bjørnson, fille de l'écrivain norvégien Bjørnstjerne Bjørnson. Suzannah et la mère de Bergliot, Karoline Bjørnson, se sont promis étant plus jeunes que si l'une avait un fils et l'autre une fille, les deux se marieraient. Bien qu'elles n'aient pris aucune disposition pour que cette promesse se réalise, leurs enfants respectifs se sont effectivement mariés ensemble.
Pour son mari (selon Bjornson), elle est une « nounou » et l'encourage à écrire ses pièces même lorsqu'il  perd espoir ou lorsqu'il souhaite concentrer son attention vers la peinture.
Elle l'aurait parfois forcé écrire.
Elle inspire de nombreux personnages célèbres d'Ibsen, notamment Mme Alving dans Les Revenants, Nora d'Une maison de poupée et Mère Åse de Peer Gynt. Suzannah ressemble tellement aux personnages qu'elle inspire en fait, que quand Ibsen fait la lecture de Peer Gynt à sa famille et atteint les lignes de Mère Åse, Sigurd s'écrie « Mais c'est maman ! ».
Sa belle-fille, Bergliot Ibsen écrit un livre sur la célèbre famille de son mari intitulé De tre. Erindringer om Henrik Ibsen, Suzannah Ibsen, Sigurd Ibsen (littéralement Les trois. Souvenirs de Henrik Ibsen, Suzannah Ibsen, Sigurd Ibsen). Publié en Norvège en 1948, il est traduit en anglais et publié sous le titre The Three Ibsens (« Les trois Ibsen ») en 1952.